# Giuseppe Petrai
Giuseppe Petrai (Firenze, 25 luglio 1853 – Gallese, aprile 1941) è stato uno scrittore, sceneggiatore e regista italiano.

## Biografia
Nato a Firenze, lavora come giornalista  a Il Messaggero (1878-1881), al Corriere d'Italia (1885-1887), a Il Popolo d'Italia (1917-1919), e al Lavoro fascista. 
Petrai è anche autore di numerosi romanzi storici, drammi, libri per bambini e commedie, nonché sceneggiatore e regista di almeno tre film muti, tutti usciti nel 1912.
È morto a 87 anni a  Gallese.

## Pubblicazioni
- Lanterna magica : bozzetti umoristici, Edoardo Perino, 1883, 210 p.
- Donna cannone, Edoardo Perino, 1884, 104 p.
- Maschere e Burattini (prefazione di Curzio Antonelli), Edoardo Perino, 1885, 96 p.
- Vita intima e militare di Guglielmo il Vittorioso, Edoardo Perino, 1888, 230 p.
- Santa Ghigliottina : dramma in un prologo e 4 atti, Edoardo Perino, 1891, 60 p.
- Roma aneddotica : (undique collecta), Edoardo Perino, 1895, 264 p.
- Lo Spirito delle maschere, Roux e Viarengo, 1901, 214 p.
- Avventure di Montecarlo : Giuoco e Cocottes, M. Carra, 1908, 142 p.
- Roma teatrale, G. Romagna & C., 1913, 116 p.
- Tipi e figure del "Cecetosto" (Roma teatrale), M. Carra, 1920, 99 p.
- Figurine di marciapiede, M. Carra di L. Bellini, 1922, 176 p.
- Il mercante di Venezia : romanzo storico del secolo 16, G. Nerbini, 1928, 256 p.
- Scipione l'Africano, duce delle legioni romane vittoriose in Africa e in Spagna. Romanzo storico del secolo IV di Roma (235-183 a. G.C.), G. Nerbini, 1937, 237 p.

## Filmografia

### Sceneggiatore
- 1912 : Un amore di Pietro de' Medici
- 1912 :  Una congiura contro Murat

### Regista
- 1912 : Un amore di Pietro de' Medici
- 1912 : La colomba e l'avvoltoio